# Terrestrische Übertragung
Terrestrische Übertragung (von lateinisch terra, Erde, terrestrisch = erdgebunden, landgestützt) bezeichnet die Hörfunk- oder Fernseh-Übertragung von erdgebundenen Funksendern zu Empfängern mit Haus- oder Zimmerantenne sowie tragbaren Geräten und Autoradios. Der Begriff ist jünger als die Technik selbst und dient zur Abgrenzung gegenüber neueren Übertragungstechniken wie Satellitenfernsehen, Kabelfernsehen, Mobilfunk und Internet.
Bild- oder Tondaten werden bei der terrestrischen Übertragung meist über UKW (ultrakurze Wellen) und Digital Audio Broadcasting (DAB) übertragen. Für reinen Hörfunk wird auch Kurzwelle (KW), Mittelwelle (MW) oder Langwelle (LW) verwendet.
Elektromagnetische Wellen verhalten sich mit zunehmender Frequenz mehr und mehr wie Licht. Merkmale sind hier die nur sehr schwache Beugung hinter dem Sichthorizont eines Senders und hinter Bergkuppen. Der Radiohorizont ist also bei hohen Frequenzen kaum größer als der Horizont für Sichtverbindungen. Daher ist es notwendig, die Sendeantenne möglichst hoch und an besonders exponierten Punkten zu installieren, um eine ausreichende Versorgung eines größeren Gebietes zu erzielen. Genutzt werden hier primär herausragende Gipfel mit hohen Antennenträgern wie Betontürmen oder Stahlrohrmasten. Diese Standorte stellen sogenannte Grundnetzsender dar. Sie erhalten das auszustrahlende Programm über Richtfunkstrecken, Erdkabel, Satellit oder Ballempfang und strahlen es dann mit hoher Sendeleistung (> etwa 1 kW) ab. Allerdings ist es allein mit Grundnetzsendern vor allem auf den hohen Frequenzen des Fernsehens im Band IV/V nicht möglich, eine annähernde Vollversorgung der Bevölkerung zu realisieren. Vorwiegend in Tälern ist die Feldstärke des Senders zu gering oder es treten Reflexionen (Mehrwegeempfang) an größeren Objekten wie Hängen oder Gebäuden auf. In solchen Fällen wurden in der Vergangenheit oftmals Umsetzer (Füllsender) installiert. Diese stehen meist auf einer Anhöhe im zu versorgenden Gebiet, empfangen das Signal des Grundnetzsenders, setzen es auf eine andere Frequenz um und strahlen es dann meist gerichtet mit geringer Leistung in das Zielgebiet ab.
Beim Fernsehen wurde die klassische terrestrische Übertragung durch Satelliten- und Kabelfernsehen weitgehend verdrängt.
Ab dem 29. März 2017 wurde DVB-T in vielen Teilen Deutschlands abgeschaltet und auf DVB-T2 gewechselt. Im Frühjahr 2018 folgten weitere Regionen Deutschlands. Für DVB-T2 sind geeignete Empfangsgeräte erforderlich, da DVB-T2 nicht zu DVB-T kompatibel ist.